# Musson
Musson (en való Musson) és un municipi belga de la província de Luxemburg a la regió valona. Forma part de la regió de Gaume.

## Seccions
Musson, Mussy-la-ville, Signeulx, Willancourt, Baranzy, i Gennevaux.

## Personatges il·lustres
- Jean Joseph Etienne Lenoir, inventor